# Christian Noël
Christian Noël   (Agen, 13 de març de 1945) és un tirador d'esgrima francès, ja retirat, especialista en floret, que va competir durant les dècades de 1960 i 1970.
Durant la seva carrera esportiva va prendre part en quatre edicions dels Jocs Olímpics d'Estiu: el 1964, 1968, 1972 i 1976. En aquestes participacions guanyà cinc medalles olímpiques: una d'or el 1968, i quatre de bronze, una el 1964, dues el 1972 i una el 1976.
En el seu palmarès també destaquen sis medalles al Campionat del Món d'esgrima, quatre d'or i dues de bronze, entre les edicions de 1965 i 1974 així com dues medalles de plata als Jocs del Mediterrani. El 1969, 1970 i 1976 guanyà el campionat de França de floret.